# Enchant (software)
Enchant es un proyecto de software libre desarrollado como parte del Procesador de texto AbiWord con el propósito de unificar el acceso a varios Correctores ortográficos existentes. Enchant agrupa un conjunto de funcionalidades comunes, presentes en varias bibliotecas/productos existentes, y expone una tabla API/ABI para hacer esto; donde una biblioteca no implementa alguna funcionalidad específica sino que la emula.
Enchant puede tener múltiples correctores cargados a la vez. Hasta mayo de 2009 soporta 8 correctores:
- Aspell/Pspell (tiene la intención de sustituir a Ispell)
- Ispell (viejo, podría ser entendido como estándar de facto)
- Hunspell/MySpell (un proyecto de OpenOffice.org, también usado por Mozilla, Thunderbird y Firefox)
- Uspell (principalmente en Hebreo, e idiomas de Europa Oriental – hospedado en el Sistema Concurrente de Versiones de AbiWord bajo en módulo "uspell"
- Hspell (Hebreo)
- AppleSpell (Mac OS X)
- Voikko (Finlandés)
- Zemberek (Turco)

Actualmente Echant está bajo licencia GNU Lesser General Public License (LGPL), con una nota adicional de permiso en cual menciona que cualquier plugin en segundo plano (backend) puede ser cargado y utilizado por Enchant. Esto asegura que se puedan usar los correctores ortográficos nativos en varias plataformas (Mac OS X, Microsoft Office, ...), y que los usuarios pueden utilizar su editor favorito para hacer el trabajo.